# Katedra św. Jakuba Apostoła i Matki Bożej z Pilar w Bata
Katedra św. Jakuba Apostoła i Matki Bożej z Pilar w Bata (hisz. Catedral de Santiago Apóstol y Nuestra Señora del Pilar) – katedra diecezjalna diecezji Bata, w Prowincji Nadmorskiej, Gwinei Równikowej.

## Historia
Kościół powstał w 1954 i początkowo leżał w wikariacie apostolskim Fernando Poo. Od 9 sierpnia 1965 Bata jest stolicą wikariatu apostolskiego, a od 3 maja 1966 diecezji.